# Dada Life
Dada Life est un duo suédois d'electro house, composé de Olle Corneer et Stefan Engblom, originaire de Stockholm. En 2010, Dada Life atteint la 89e place du top 100 annuel établi par le DJ Mag, la 38e en 2011, la 24e en 2012, la 35e en 2013, et la 52e en 2014. En 2006, le duo crée son propre label discographique, So Much Dada, dans lequel ils publient leur premier morceau, Big Time.

## Biographie
Dada Life est formé à Stockholm, en Suède. En 2010, Dada Life est classé à la 89e place du top 100 annuel établi par le DJ Mag. La popularité de Dada Life grandit en deux ans : en octobre 2011, ils sont classés à la 38e place du classement en 2011, la 24e en 2012. Certains hits de Dada Life incluent des chansons comme Rolling Stones T-shirt, Happy Violence, Kick Out The Epic Motherf*cker, Unleash the F*cking Dada, White Noise / Red Meat, Feed The Dada, et des remixes de Dynasty et Llove de Kaskade (feat. Haley), Big Bad Wolf de Duck Sauce, Who Is Ready To Jump de Chuckie, et Prutataaa de Afrojack et R3hab. Dada Life est fréquemment en tête d'affiche des deux plus grandes festivals dance nord-américains , l'Electric Daisy Carnival et l'Ultra Music Festival. À l'Electric Daisy Carnival 2011, Dada Life joueront leurs chansons White Noise / Red Meat.
Le 30 octobre 2012, Dada Life fait paraître son second album studio, The Rules of Dada. L'album atteint rapidement la première place des classements iTunes Dance, du top 10 au Canada, et du top 20 aux États-Unis. Le 26 octobre 2013, Dada Life battent le record de la plus grande bataille d'oreillers organisée à l'Aragon Ballroom de Chicago avec 3 813 participants. Le 19 juillet 2014, Dada Life lance Dada Land: The Voyage, un mini-festival organisé à San Bernardino durant lequel le duo atterrit devant 10 000 fans en ballon à air chaud.

## Discographie

### Albums studio
- 2009 : Just Do the Dada
- 2012 : The Rules of Dada
- 2015 : Welcome To Dada Land

### Singles classés
| Année | Single                          | Meilleure position | Meilleure position | Meilleure position | Meilleure position | Album             |
| Année | Single                          | SUÈ                | IRL                | BEL (WL)           | POR                | Album             |
| ----- | ------------------------------- | ------------------ | ------------------ | ------------------ | ------------------ | ----------------- |
| 2008  | Fun Fun Fun                     | —                  | —                  | 12                 | —                  | Just Do The Dada  |
| 2009  | Happy Hands & Happy Feet        | —                  | —                  | 49                 | —                  | Just Do The Dada  |
| 2010  | Tomorrow (Give In to the Night) | —                  | —                  | 16                 | 48                 | Single à part     |
| 2011  | Unleash The Fucking Dada        | —                  | —                  | 14                 | —                  | Single à part     |
| 2011  | Kick Out the Epic Motherfucker  | 18                 | 42                 | 45                 | —                  | The Rules of Dada |
| 2012  | Feed the Dada                   | 32                 | —                  | 53                 | —                  | The Rules of Dada |

### Singles
- 2006 : Big Time
- 2007 : The Great Fashionista Swindle
- 2007 : This Machine Kills Breakfasts
- 2007 : We Meow, You Roar
- 2008 : Sweeter Than Fever
- 2008 : Your Favourite Flu
- 2008 : Fun Fun Fun
- 2008 : Vote Yes!
- 2008 : The Great Smorgasbord
- 2008 : Cash In Drop Out
- 2009 : Happy Hands & Happy Feet
- 2009 : Sweet Little Bleepteen
- 2009 : Let's Get Bleeped Tonight
- 2009 : Smile You're On Dada
- 2009 : Love Vibrations
- 2010 : Just Bleep Me (Satisfaction)
- 2010 : Cookies With a Smile
- 2010 : Tomorrow
- 2010 : Unleash The F**king Dada
- 2011 : White Noise / Red Meat
- 2011 : Fight Club Is Closed (It's Time For Rock'n'Roll)
- 2011 : Happy Violence
- 2011 : Kick Out the Epic Motherf**ker
- 2011 : Rolling Stones T-Shirt
- 2012 : Kick Out The Epic Mothef**ker (Vocal Mix)
- 2012 : Feed The Dada
- 2012 : So Young So High
- 2013 : Born To Rage
- 2013 : This Machine Kills Ravers
- 2014 : One Smile
- 2014 : Freaks Have More Fun
- 2015 : Tonight We're Kids Again
- 2015 : One Last Night on Earth
- 2016 : Tic Tic Tic (feat. Lzzy Hale)
- 2016 : Yellow is the Color of Happiness / Red is the Color of Rage
- 2017 : We Want Your Soul
- 2018 : Love Vibrations (avec HI-LO)
- 2018 : Higher Than the Sun
- 2018 : Do It Till Your Face Hurts
- 2018 : One Nation Under Lasers
- 2018 : Sunday F**k You Too (feat. Anthony Mills)
- 2019 : No More 54

### Clips vidéo
- Happy Hands & Happy Feet
- Let's Get Bleeped Tonight
- Unleash The F***ing Dada
- White Noise / Red Meat
- Fight Club Is Closed (It's Time For Rock'n'Roll)
- Happy Violence
- Kick Out The Epic Motherf**cker
- Rolling Stones T-Shirt
- Feed The Dada
- So Young So High

### Remixes
- 2007 : Tonite Only - Where The Party's At (Dada Life Remix)
- 2009 : Alex Gopher - Handguns (Dada Life Remix)
- 2009 : Dimitri Vegas & Like Mike - Under The Water (Dada Life Remix)
- 2009 : Moonbootica - The Ease (Dada Life Remix)
- 2009 : Moonflower & Abs - Feel Free (Dada Life Remix)
- 2009 : Super Viral Brothers - Hot Chocolate (Dada Life Remix)
- 2009 : Albin Myers - Times Like These (Dada Life Remix)
- 2009 : Eric Prydz - Pjanoo (Dada Life Guerilla Fart Edit)
- 2010 : MVSEVM - French Jeans (Dada Life Remix)
- 2010 : Young Rebels & Francesco Diaz - Damascus (Dada Life Remix)
- 2010 : Erik Hassle - Hurtful (Dada Life Remix)
- 2010 : Gravitonas - Kites (Dada Life Remix)
- 2010 : Tim Berg - Alcoholic (Dada Life Remix)
- 2010 : Kaskade - Dynasty (Dada Life Remix)
- 2010 : Dan Black Ft. Kid Cudi - Symphonies (Dada Life Remix)
- 2010 : Chickenfoot - Oh Yeah (Dada Life Remix)
- 2010 : Kylie Minogue - All The Lovers (Dada Life Remix)
- 2010 : Gravitonas - Religious (Dada Life Remix)
- 2010 : Martin Solveig feat. Dragonette - Hello (Dada Life Remix)
- 2010 : Bart Claessen - Catch Me (Dada Life Remix)
- 2010 : Malente - Music Forever (Dada Life Remix)
- 2010 : Boy 8-Bit - Suspense Is Killing Me (Dada Life Guerilla Fart #5)
- 2010 : Staygold - Video Kick Snare (Dada Life Remix)
- 2010 : Designer Drugs - Through the Prism (Dada Life Remix)
- 2011 : Lady Gaga - Born This Way (Dada Life Remix)
- 2011 : Hardwell - Encoded (Dada Life Remix)
- 2011 : Mustard Pimp - ZHM (Dada Life Remix)
- 2011 : Afrojack & R3hab - Prutataaa (Dada Life Remix)
- 2011 : David Guetta & Taio Cruz - Little Bad Girl (Dada Life Remix)
- 2011 : Duck Sauce - Big Bad Wolf (Dada Life Remix)
- 2012 : Madonna -  Girls Gone Wild (Dada life Remix)
- 2012 : Justin Bieber -  BoyFriend (Dada Life Remix)
- 2012 : Mylo - Drop the pressure (Dada Life Guerilla Fart #14)
- 2012 : Kaskade -  Llove (Dada Life Remix) (Ft. Haley)
- 2012 : Bingo Players - Out Of My Mind (Dada Life's Instrumental Edit)
- 2013 : Marina & The Diamonds - How To Be A Heartbreaker (Dada Life Remix)
- 2013 : Bingo Players - Out Of My Mind (Dada Life Remix)
- 2013 : Major Lazer - Bubble Butt (Dada Life Remix)
- 2013 : Mustard Pimp - ZHM (Dada Life Remix)